# زقاق السلمي
زقاق السلمي هو أحد أزقة مدينة دمشق، يقع في الطرف الشرقي لسوق مدحت باشا، على قبالة نزلة معاوية، إختلف المؤرخون حول إلى من ينسب هذا الزقاق بين أبي المكرام السلمي والحجاج بن علاط السلمي الصحابي.